# Kinnick Stadium
Le Kinnick  Stadium est un stade de football américain situé sur le campus de l'université de l'Iowa, à Iowa City. Depuis 1929, les locataires sont les Iowa Hawkeyes (NCAA). Sa capacité est de 69 250 places.

## Historique
Le Kinnick Stadium est une enceinte de 69 250 places inaugurée le 5 octobre 1929 sous le nom d' Iowa Stadium. Ce stade a été rénové de 2017 à 2019 pour un cout de 90 millions de dollars.
En 1972, le journaliste sportif de la Cedar Rapids Gazette, Gus Schrader, proposa de rebaptiser l'enceinte Iowa Stadium en Kinnick Stadium en l'honneur du champion de football américain universitaire et aviateur de l'US Navy, Nile Kinnick (1918-1943). Après une campagne de lobbying couronnée de succès, le stade fut officiellement rebaptisé plus tard dans l'année.